# BigChampagne
BigChampagne ist ein amerikanisches Marktforschungsinstitut mit Sitz in Beverly Hills in Kalifornien. Das Unternehmen wurde im Jahr 2000 gegründet und befindet sich in Privatbesitz.
Dieses Unternehmen hat das User-Data Tool BCDash entwickelt, um mit dessen Hilfe Musik- und Videodaten für verbesserte Marketingzwecke im Internet verfolgen zu können. Diese proprietäre Software erlaubt das Sammeln von Informationen über den Umfang der getauschten Film-, Musikdaten und Suchanfragen. Dabei hat sich BigChampagne auf die Beobachtung diverser Tauschbörsen wie etwa Kazaa oder eMule spezialisiert. Informationen über den Tauschbörsennutzer sollen nicht gesammelt werden.
Die verschiedenen Tauschbörsen werden von dem Unternehmen angezapft und mit Hilfe der IP-Adressen der Tauschbörsennutzer die Art der Daten, das Datenvolumen und die Region ermittelt. Durch die mit Hilfe dieses Marktforschungstool gesammelten Informationen können interessierte Unternehmen die online Nutzung von Musik- und Filmdaten nachvollziehen. Auf Grundlage dieser Daten kann z. B. eine Statistik von einem bestimmten Künstler angefertigt werden, um eine bessere Marketingstrategie auszuarbeiten. BigChampagne zeigt, wie die Popularität der Tauschbörsen auch für die Musik- und Filmindustrie vorteilhaft genutzt werden kann.
Die Ermittlung über die Verbreitung von Musik- und Filmdaten ist mit einem großen Zeitaufwand verbunden. BCDash erfasst einzelne Statistiken von iTunes, Yahoo Music, AOL und Wal-Mart in einer einzigen Statistik zusammen, um aufgrund einer Schätzung die Anzahl einzelner illegal verbreiteter Film- bzw. Musikdaten aufzustellen und daraus eine „Hitliste“ zu generieren. Diese Informationen verkauft BigChampagne an die Musik- und Filmindustrie. Mit den gewonnenen Daten werden Unternehmen zu einer verbesserten Platzierung und Vermarktung ihrer Produkte verholfen, weil das Sammeln der Daten unter anderem getrennt für verschiedene Regionen erfolgt. Diese Informationen können zu einer verbesserten Vermarktungsstrategie führen, weil z. B. in den betreffenden Regionen in lokalen Radiosendern populäre Künstler besser positioniert werden können oder durch Werbung ein Anstieg der Verkaufszahlen forciert werden kann. 